# Joel Villanueva
Emmanuel Joel Villanueva (Bocaue, 2 agosto 1975) è un politico filippino.
È stato il più giovane membro della Camera dei rappresentanti, quando è stato eletto nel febbraio 2002 all'età di 26 anni. Una volta terminato il suo mandato nel 2010, è stato nominato direttore-generale dell'Autorità per lo Sviluppo dell'Istruzione e delle Competenze Tecniche (TESDA) nel corso dell'amministrazione di Benigno Aquino III, ricoprendo tale carica sino al 2015. L'anno seguente è stato eletto nel Senato delle Filippine, dopo essersi classificato secondo nelle elezioni del 2016.

## Biografia
Emmanuel Joel Villanueva è nato il 2 agosto 1975 a Bocaue, nella provincia di Bulacan, secondogenito del leader spirituale Eddie Villanueva e di Adoracion "Dory" Villanueva. Ha frequentato l'Università di Santo Tomás, laureandosi nel 1996 in scienze aziendali. Più tardi si è iscritto alla prestigiosa Università di Harvard, dove ha studiato Business Administration dal 1996 al 1998.